# Hernia
Hernia. The World Journal of Hernia and Abdominal Wall Surgery  ist eine wissenschaftliche Fachzeitschrift, die vom Springer-Verlag im Auftrag der European Hernia Society, der American Hernia Society und der Asia Pacific Hernia Society veröffentlicht wird. Die Zeitschrift erscheint mit sechs Ausgaben im Jahr. Es werden Arbeiten veröffentlicht, die sich mit der Anwendung chirurgischer Methoden in der Behandlung von Hernien und Erkrankungen der Bauchdecke beschäftigen.
Der Impact Factor lag im Jahr 2014 bei 2,050. Nach der Statistik des ISI Web of Knowledge wird das Journal mit diesem Impact Factor in der Kategorie Chirurgie an 71. Stelle von 198 Zeitschriften geführt.